# Lukač (Kutjevo)
Lukač je naselje u Republici Hrvatskoj u Požeško-slavonskoj županiji, u sastavu grada Kutjeva.

## Zemljopis
Lukač je smješten 8 km zapadno od Kutjeva, na vinorodnim obronica Papuka, susjedna sela su Hrnjevac na istoku i Vetovo na zapadu. 

## Stanovništvo
Prema popisu stanovništva iz 2011. godine Lukač je imao 150 stanovnika.
| broj stanovnika | 138   | 130   | 143   | 160   | 186   | 247   | 274   | 291   | 270   | 305   | 299   | 257   | 242   | 212   | 199   | 150   | 115   |
|                 | 1857. | 1869. | 1880. | 1890. | 1900. | 1910. | 1921. | 1931. | 1948. | 1953. | 1961. | 1971. | 1981. | 1991. | 2001. | 2011. | 2021. |